# 泰勒·湯森
泰勒·湯森（英語：Taylor Townsend，1996年4月16日—）是美國职业网球女运动员，2012年轉職業。

## 外部連結
- 泰勒·湯森的国际女子网球协会官方資料（英文）
- 泰勒·湯森的國際網球總會 職業／青少年 官方資料（英文）
- Fed Cup - Player profile - Taylor Townsend (USA) （页面存档备份，存于）